# Agnes Sorel (opera)
Agnes Sorel (Agnès Sorel) je komická opera (singspiel) o dvou dějstvích českého skladatele Vojtěcha Jírovce na libreto Josepha Sonnleithnera, které vzniklo na základě stejnojmenného vaudevillu francouzských autorů Jeana-Nicolase Bouillyho a Emmanuela Dupatyho. Premiéru opery uvedlo 4. prosince 1806 vídeňské Divadlo u Korutanské brány (Theater am Kärntnertor).

## Vznik a charakteristika
Skladatel Vojtěch Jírovec se roku 1804 stal kapelníkem císařského dvorního divadla ve Vídni a mezi jeho povinnosti patřilo napsat pro toto divadlo alespoň jednu operu ročně. Jírovec v té době již proslul jako skladatel instrumentální hudby, avšak zpěvohernímu žánru se dříve prakticky nevěnoval. Jeho první opera pro vídeňskou operu, Selico (1804), také neuspěla. O dva roky však uvedl Agnes Sorel, která se stala – spolu s o něco pozdějším Očním lékařem – jeho nejúspěšnější operou a značně posílila jeho věhlas ve střední Evropě. Text k této opeře napsal Joseph Ferdinand Sonnleithner (1766–1835), který byl v letech 1804–1814 tajemníkem dvorního divadla a napsal řadu libret, včetně například Beethovenova Fidelia.
Autory původní předlohy byli dva plodní dramatikové přelomu 18. a 19. století. Prvním byl Jean-Nicolas Bouilly (1763–1842), respektovaný libretista, který psal mimo jiné pro Grétryho, Isouarda, Méhula, Gaveauxe, Montana Bertona nebo Boieldieua; jeho nejslavnějším dílem byla zpěvohra Luigiho Cherubiniho Vodař (Les Deux Journées), a navíc právě na jeho námět napsal Sonnleithner libreto k Fideliovi. Naopak námořní důstojník Emmanuel(-Félicité-Louis-Charles) Dupaty (1775–1851) byl plodným autorem vaudevillů a písňových textů, avšak se skladateli přímo spolupracoval jen zřídka, až na několik opéra comique, především pro skladatele Nicolase Dalayraca. Bouillyho a Dupatyho celovečerní vaudeville Agnès Sorel měl premiéru v pařížském Théâtre de Vaudeville 9. dubna 1806 – Sonnleithnerova a Jírovcova práce na opeře tedy musela být velmi rychlá, neboť ta se dostala na jeviště už za necelých osm měsíců. 

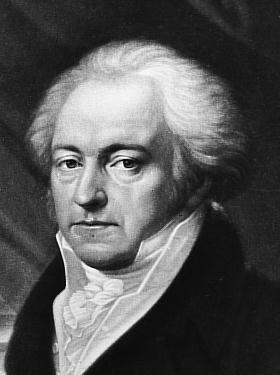
Libretista Joseph Ferdinand Sonnleithner

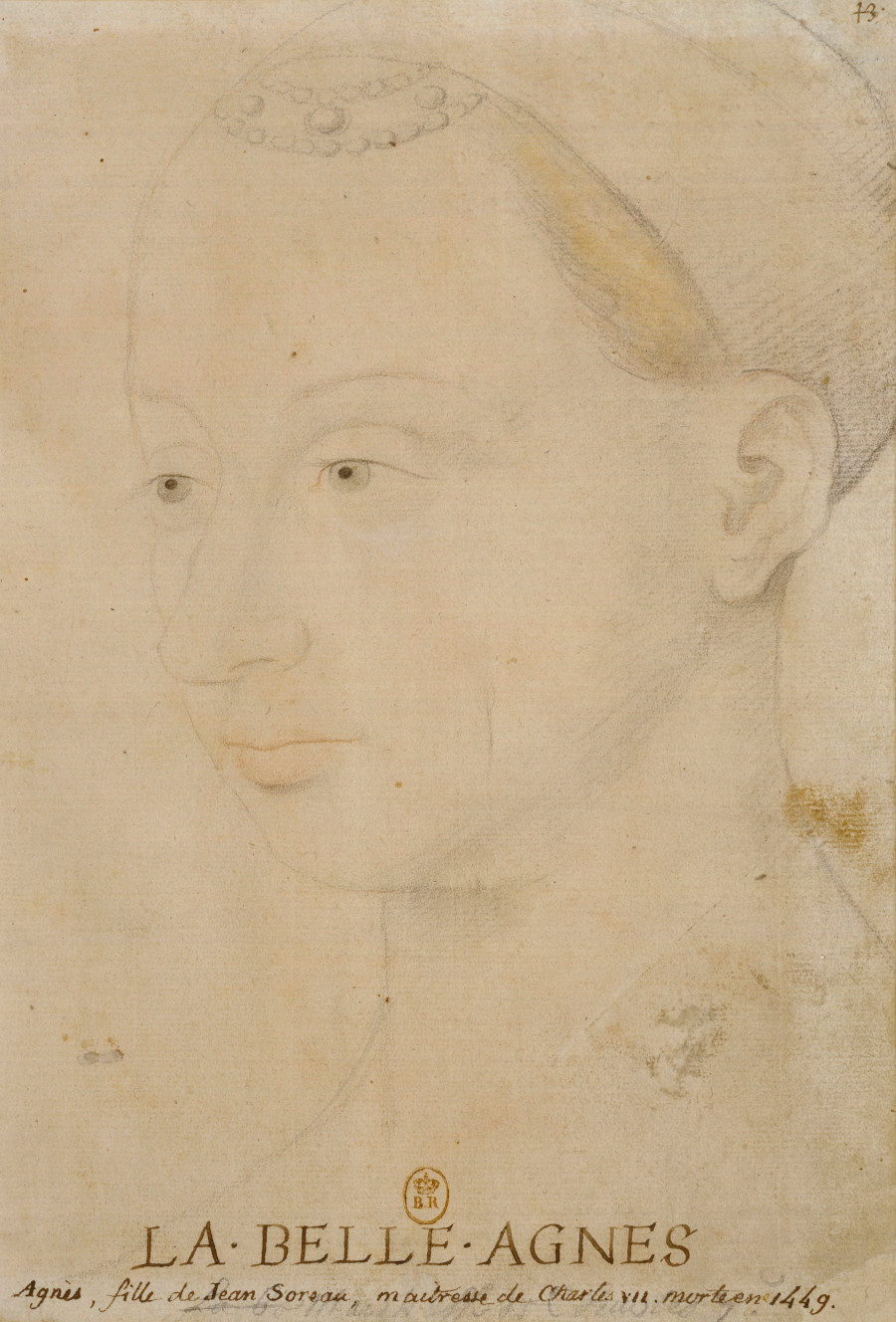
„Krásná Agnes“, kopie portrétu Jeana Fouqueta z 16. století

Námět opery je situován do Francie během stoleté války. Většina postav má předobrazy v dějinách: především král Karel VII. Francouzský a jeho milenka, pověstně krásná Agnès Sorelová, její strýc Jean de Maignelais, kastelán královského hradu v Creil, královský levoboček a vojevůdce Jean de Dunois. Agnèsina operní sestřenice Bertha měla předobraz v některé z jejích skutečných sestřenic: Antoinettě nebo Jeanne de Maignelais, které se staly milenkami Karla VII. po Agnèsině smrti. Situace byla v opeře romantizována tím, že Agnès a král jsou vyobrazeni jako věkově bližší (ve skutečnosti byl dvojnásobně stár) a výslovně se nezmiňuje skutečnost, že Karel byl ženat a že Agnès může být nejvýše jeho milenkou, i když tomu tak divák rozumí (ne však každý; Benedikt sv. p. von Möser ve své recenzi Agnes Sorel ironizoval diváky, kteří očekávali na konci svatbu). I tak je opěvování nemanželského milostného vztahu v soudobé vídeňské opeře výjimkou. Přestože charakteristika postav a zmiňované události mají předobraz v historii, samotný děj opery je smyšlený. Rovněž chronologicky je nehistorický – podle libreta je situován do roku 1430, avšak zmiňované události poukazují spíše na roky 1427/28, zatímco k setkání krále Karla VII. se skutečnou Agnès Sorelovou došlo až roku 1443.
Nezanedbatelným klíčem k úspěchu byla koloraturní sopranistka Antonia Laucherová; titulní partie jí byla napsána na míru a mohla v ní uplatnit své nadání pro „hebce měkký, elegický zpěv“. List Augsburger Ordinari Postzeitung psal: „Věhlasný zdejší kapelník Jírovec složil výtečnou operu, Agnes Sorel, ve které se Mademoiselle Laucherová, miláček zdejšího publika, jako Agnes svým vábivým zpěvem, obratnou, výstižnou hrou a mistrovskou deklamací tak vyznamenala, že při třetím představení na jeviště přistála hromada epigramů napsaná na její oslavu. Jako by sama příroda slečnu Laucherovou stvořila k úloze ušlechtilé, něžné, svůdné Sorelové. O té říká Voltaire: Nikdy nebylo dokonalejší ženy nad ni. Tomuto Francouzovu tvrzení přisvědčí každý s potěšením, jakmile spatří výtečnou Laucherovou hrát tuto roli.“ Skladatel Johann Friedrich Reichardt ovšem po zhlédnutí jedné z repríz hodnotil tuto pěvkyni nuancovaněji: „hrála s výjimečným půvabem a grácií a zpívala onu líbivou, jejímu poněkud slabému hlasu malého rozsahu přiměřenou hudbu také velmi pěkně a mile.“ V původní inscenaci opery zpívala také Antoniina mladší sestra Cäcilie Laucherová kalhotkové roli pážete Ernsta.

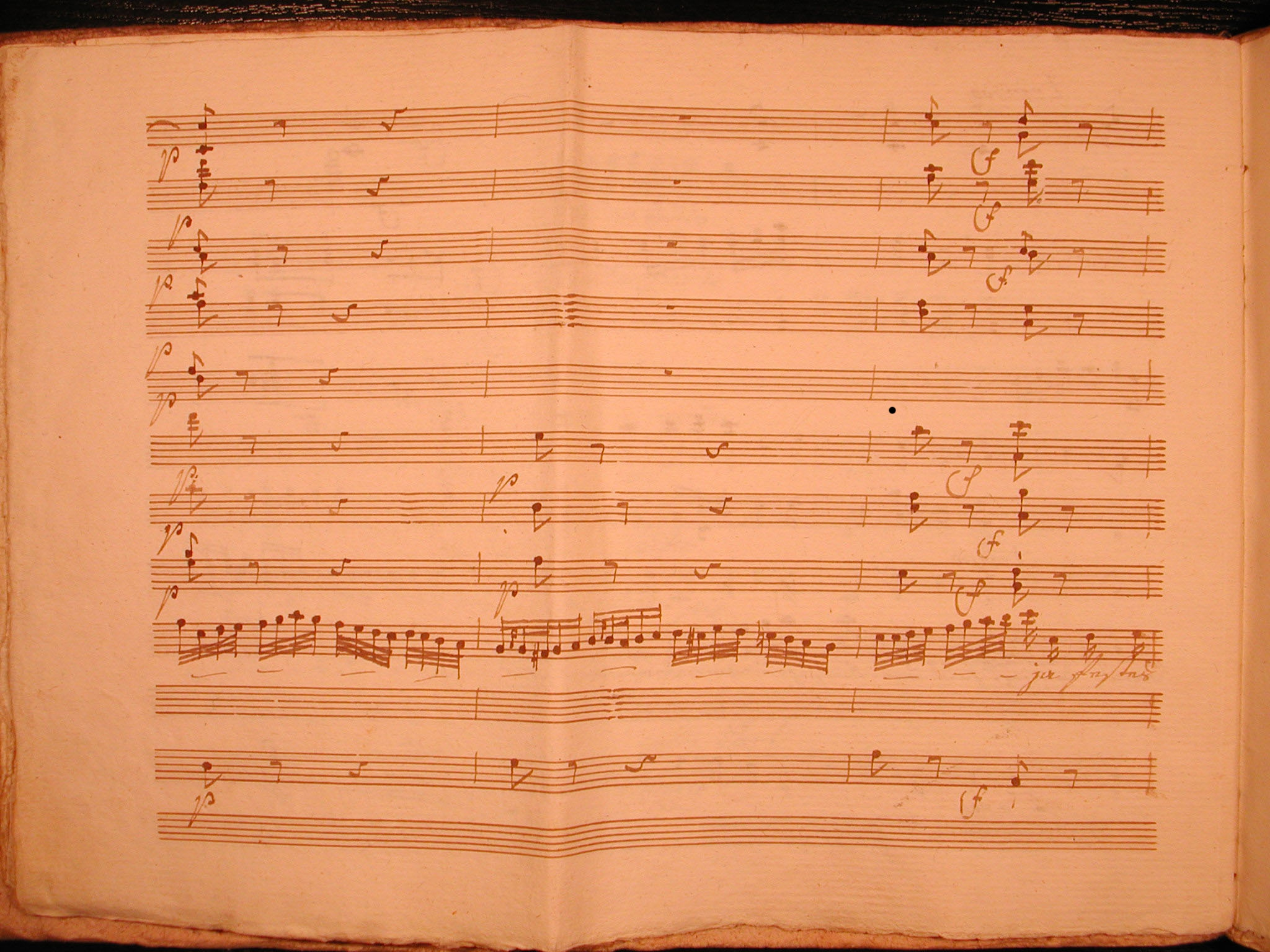
Koloratury titulní postavy z partitury opery Agnes Sorel

Von Möser ve své kritice Agnes Sorel pro vídeňský časopis Zeitung für Theater, Musik und Poesie chválil původní námět i operní úpravu: „Tento děj je podáván zajímavě a citlivě; ze zvláštního vztahu mezi králem a jeho vojevůdcem vzniká řada momentů příhodných pro divadlo i pro hudbu. Dialogy jsou živé, jemné a přirozené, verše plynulé a vhodné ke zhudebnění, francouzský vtip, půvab, cudnost i líbivost jsou věrně tlumočeny, ba tu a tam zkrášleny.“ Sonnleithnerův „skvostný překlad“ dával za vzor „nesčetnému houfci suchých upravovatelů a překladatelů“. Uměřenější bylo jeho ocenění hudby: „Hudba je rovněž povětšinou zdařilá a podává velmi příznivé svědectví o skladatelově nadání pro lehký, líbivý žánr. Melodie prýští téměř vždy nenuceně a mile, se zpěvními hlasy se zachází příhodně a instrumentace je bohatá a bujná, aniž by byla přetížená a vyumělkovaná.“ Z jednotlivých čísel oceňoval zejména kvintet So nah am Ziele beben, árii Meingelaise Ein Krieger wendet seine Kunst a duet Den Fleck hab' ich getroffen.

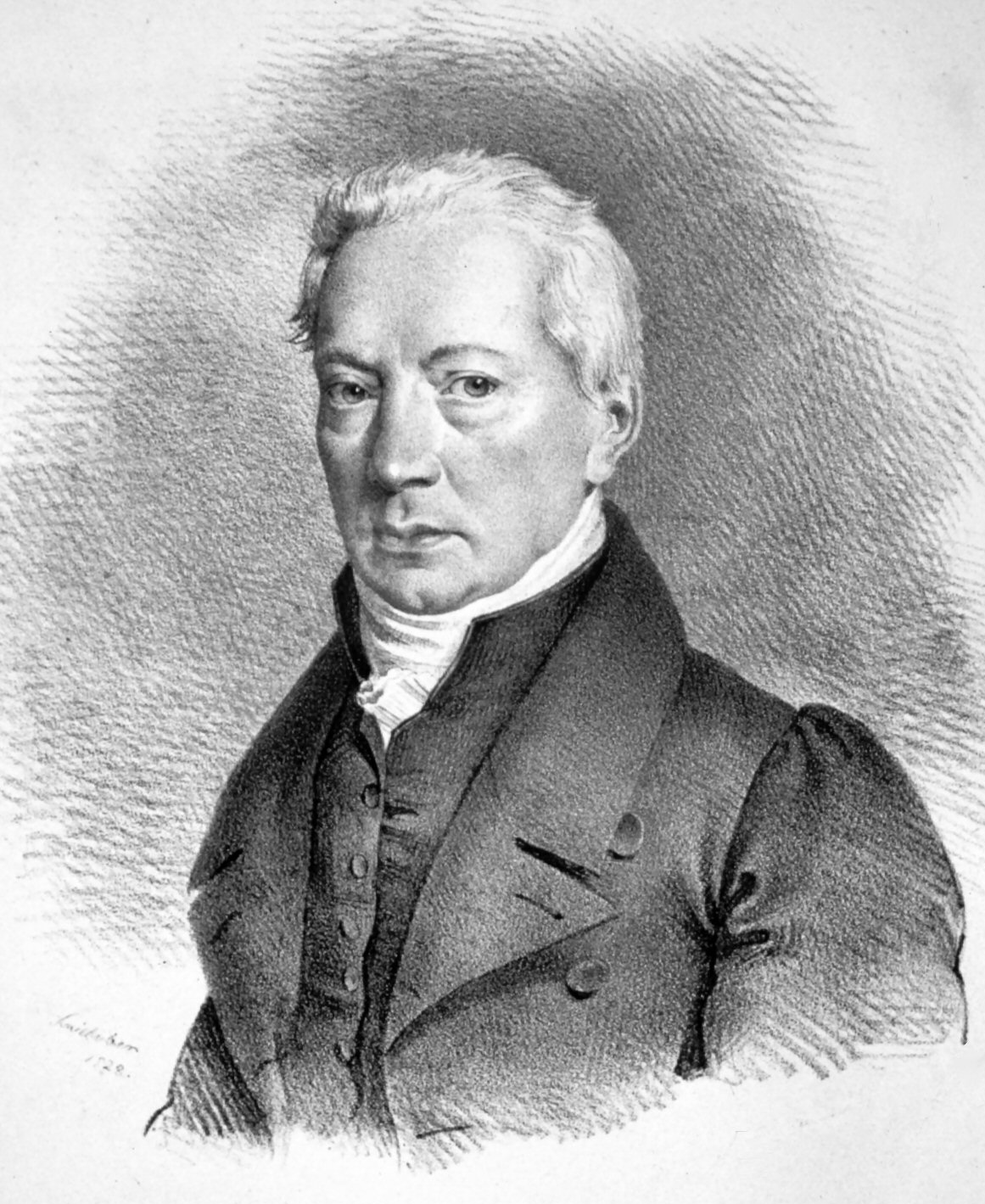
Skladatel Vojtěch Jírovec, rytina Josefa Kriehubera z roku 1828

Hudební časopis Allgemeine musikalische Zeitung při příležitosti vídeňské premiéry připomínal, že se zastával Jírovce již při fiasku Selica, a tvrdil, že jeho nadějná očekávání „byla tímto novým dílem potvrzena, ba tu a tam i naplněna. Hudba, která se i jako celek velmi líbí, je lehká, příjemná, je dobře instrumentovaná, na mnohých místech dokonce pikantní a nová, aniž by přitom byla bizarní a křiklavá. Lehkost a líbivost se zdá se celkově Jírovci nejlépe daří; při patetickém a velkém mu není múza nakloněna. Proto také považujeme patetickou bravurní árii a předehru za nejméně zdařilé; této neprospívá konkrétně příliš časté využití pikoly a některé generální pauzy, které nejsou nejlépe využity.“ Později v něm referoval recenzent o inscenaci divadla v Lipsku: „Text i hudba jsou vypracovány ve stylu menších francouzských oper. Námět není bez zajímavosti a je také rozumně zpracován. Lehká, přiléhavá a většinou příjemná hudba zasluhuje chválu tím více, že při veškeré ozdobě moderní a velmi mnohotvárnou instrumentací pečuje o to, aby byla výhodná pro zpěvní hlasy. Lze si přát, aby pan Jírovec častěji psal tímto způsobem: ne zběžněji, aby neupadl do bezvýznamnosti, ale ani ne tragičtěji, pro což není stvořen.“ Zato zpravodaj z Výmaru jen poznamenal, že Agnes Sorel „lze stěží jmenovat operou“.
Úspěch Agnes Sorel zastínil značnou část další Jírovcovy hudebně dramatické tvorby (až na singspiel Oční lékař, 1809), která je touto operou v soudobých recenzích často poměřována. Již v březnu 1807 si například vídeňský časopis Theater-Zeitung při referátu o baletu Die Inkas stěžuje, že „cenný talent tvůrce Agnes Sorel opravňoval obecenstvo k tomu, aby od jeho mistrovské ruky očekávalo něco lepšího,“ a časopis Zeitung für die elegante Welt současně píše o Kajícnici Idě, že v ní „Jírovcova hudba přinejmenším za Agnes Sorel značně zaostává“.
Libreto i klavírní výtah Agnes Sorel vyšly tiskem; Jírovec její melodie dokonce zpracoval na smyčcový kvartet.

## Inscenační historie
Agnes Sorel se stala nejhranější Jírovcovou operou v jeho profesionálním působišti, vídeňském dvorním divadle. Na obou jeho scénách – totiž v Divadle u Korutanské brány a Hradním divadle (Burgtheater) – se hrála po celé desetiletí a dosáhla celkem 121 představení, z nichž poslední se konalo 16. listopadu 1816. Dne 4. března 1815 se dokonce ve zvláštním dočasném divadle vystaveném v parku Augarten konalo její představení pro účastníky Vídeňského kongresu. Přitom však nezůstalo u tohoto divadla: již 2. října 1816 uvedlo tuto operu soukromé divadlo Theater in der Josefstadt. Zůstalo však při jediném představení, neboť představitelé hlavních mužných rolí Carl Schiele (Karel VII.) a Theobald Fellauer (Dunois), kteří premiéru uvedli jako svou benefici, vzápětí toto divadlo opustili. Roku 1820 (premiéra 17. listopadu) ji uvedlo též Divadlo na Vídeňce.
S jistým odstupem se Agnes Sorel hrála v dalších městech Rakouského císařství: Již 20. července 1807 se poprvé dávala v německém divadle v Budíně a získala zde velkou oblibu: hrála se do roku 1822 a dosáhla 85 představení. Do maďarštiny přeložil její libreto Filep Sámuel Deáky a v tomto jazyce se dávala poprvé v Kluži 27. dubna 1820 a v Pešti pak 23. ledna 1828. 23. listopadu 1814 měla Agnes Sorel premiéru v Šoproni, v roce 1818 nebo 1819 se hrála ve Štýrském Hradci, roku 1824 v Celovci, roku 1827 německy ve Lvově, dále v Salcburku, Badenu u Vídně atd.

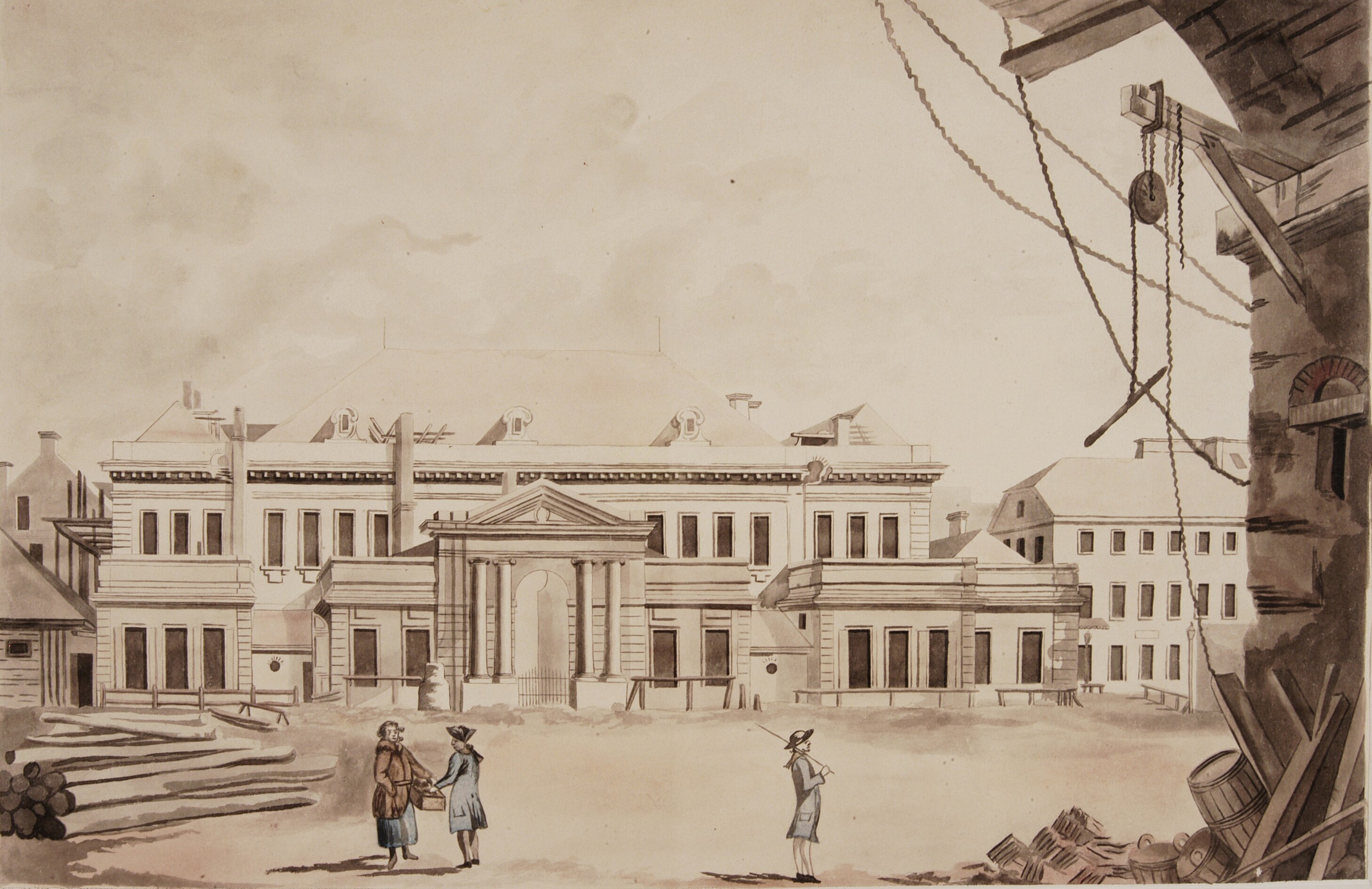
Budova polského Národního divadla na náměstí Krasińských, v níž se roku 1816 dávala Agnes Sorel v polském překladu. Kresba Zygmunta Vogela z doby kolem roku 1791

V následujících letech uvedla Jírovcovu operu i jiná vedoucí divadla německy mluvícího prostoru. Nejprve 14. srpna 1807 Městské divadlo v Hamburku, následovaly například dvorní divadlo ve Výmaru (17. února 1808), Národní divadlo v Berlíně (15. října 1809), Královské dvorní a národní divadlo v Mnichově (14. února 1811), také divadla v Drážďanech (15. května 1816), Štrasburku (26. září 1818), Bernu (12. února 1823), Frankfurtu nad Mohanem, Lipsku (1808), Vratislavi, Řezně atd.
Agnes Sorel dorazila rovněž například do ruského Petrohradu (leden 1814) nebo rumunské Bukurešti (26. ledna 1834), avšak v německé verzi. Přeložena však byla i do jiných jazyků. Polskou verzi J. Pawłowského pod názvem Agnieszka Sorel uvedlo roku 1816 divadlo ve Varšavě a roku 1823 pod názvem Karol VII i Agnieszka Sorel divadlo v Krakově a dánskou v překladu Nielse Thoroupa Bruuna uvedlo Královské divadlo v Kodani poprvé 16. května 1817 (pět představení).
Mezi poslední doložené inscenace jistě patří nastudování v Berlíně, v Königstädter Theater, premiérované 1. března 1834. Tisk v té době psal, že tato opera „bez ohledu na své hudební a dramatické přednosti je dnes již už jen příjemnou upomínkou z minulosti“. Ještě roku 1840 se Agnes Sorel hrála v Pasově při příležitosti jmenin královny Terezy.

### České země

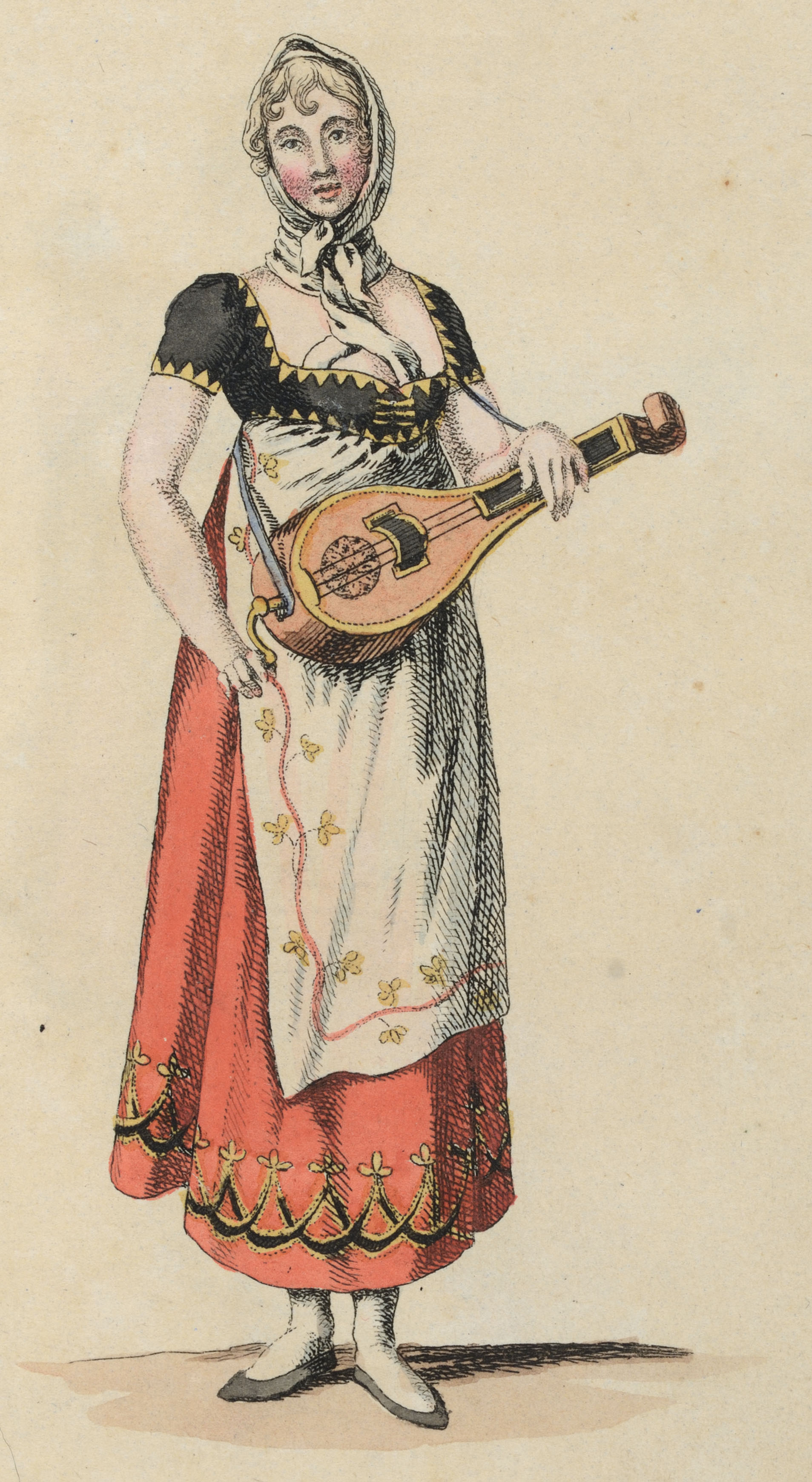
Pěvkyně Philippine Besselová, první pražská představitelka titulní úlohy v Agnes Sorel

Ačkoli většina Jírovcových oper, která se dostala do českých zemí, měla premiéru v Brně, v případě Agnes Sorel to bylo pražské Stavovské divadlo, které ji uvedlo jako první. Podle záznamů cenzura tuto operu pro Prahu povolila už 7. května 1807, avšak na scénu se dostala až 21. února 1808. Tehdy byl šéfem pražské opery Wenzel Müller, sám významný skladatel vídeňského singspielu. Titulní roli zpívala Philippine Besselová (později Paulmannová) a zprávy o osudu inscenace nejsou příznivé: korespondent Allgemeine musikalische Zeitung z Prahy 5. května 1808 píše: „Od naší poslední zprávy o operách byla první na řadě Agnes Sorel od Jírovce. Propadla už při prvním představení, o čemž se však ředitelství bohužel přesvědčilo až při druhém; stěží se na jevišti objeví potřetí [ve skutečnosti se hrála celkem pětkrát, do konce května 1808]. Slečna Phil. Besselová do ni vložila árii [Vincenza] Righiniho, a když ji při druhém představení vynechala, mínili přítomní, že by opeře mnohem lépe prospělo, kdyby tak udělala se všemi svými zpěvními kusy.“
Znovu tuto operu nastudoval za svého pražského působení Carl Maria von Weber; dirigoval ji poprvé 15. května 1815 a 28. května následujícího roku slyšela Praha Agnes Sorel podeváté a naposledy.
Městské divadlo v Brně uvedlo svou inscenaci rychle po Praze, tamější premiéra se konala 10. března 1808. Dvakrát – poprvé 11. května 1815 – uvedlo Agnes Sorel též Městské divadlo v Olomouci.

## Osoby a první obsazení
| osoba                                                | hlasový obor | premiéra (4. prosince 1806)                 |
| ---------------------------------------------------- | ------------ | ------------------------------------------- |
| Karel VII., král Francie                             | tenor        | Wilhelm Ehlers                              |
| Hrabě z Dunois, králův přítel, generalissimus armády | baryton      | Johann Michael Vogl                         |
| Sire de la Meignelais, kastelán                      | bas          | Carl Friedrich Clemens Weinmüller           |
| Agnès (Agnes) Sorel, jeho neť                        | soprán       | Antonia Juliana Laucher (pozd. von Nespern) |
| Bertha, jediná kastelánova dcera                     | soprán       | Karoline Ambros (provd. Becker)             |
| Ernst, královské páže                                | soprán       | Cäcilia Laucher                             |
| De la Ratinière, venkovský šlechtic                  | baryton      | Matthäus Stegmayer                          |
| Posel                                                | mluvená role | Plank                                       |
| Panoš                                                | mluvená role | Kisling                                     |
| Vojáci, vodaři, sedláci a selky                      |              |                                             |
| Dirigent: Vojtěch Jírovec                            |              |                                             |

## Děj opery
Odehrává se roku 1430 v kastelánii de la Meignelais, mezi Tours a Amboise, na břehu Loiry.

### 1. dějství
(Velká gotická síň) Před dvěma týdny přijal kastelán de la Meignelais na hrad muže údajně z doprovodu krále Karla VII, který při jízdě s poselstvím spadl z koně a poranil si koleno. Nyní se o něj obětavě stará kastelánova neteř a schovanka Agnès Sorelová, pověstná svou krásou, zatímco kastelánova dcera Bertha laškuje s Ernstem, mladíkem, který zraněného rytíře „Karla“ doprovázel. Na hrad dorazil nedávno i příbuzný z venkova, pan de la Ratinière. Ten se uchází o Agnès a je rozladěn tím, že se zraněný muž nemá k uzdravení a odchodu. Proto se alespoň snaží násilím zmocnit Berthy, kterou od nejhoršího zachrání jen příchod otce, byť ten Ratinièrovo chování bagatelizuje (tercet Holla! – O weh! – Was giebt es hier? … Ihr Beyde sollt nur lachen).

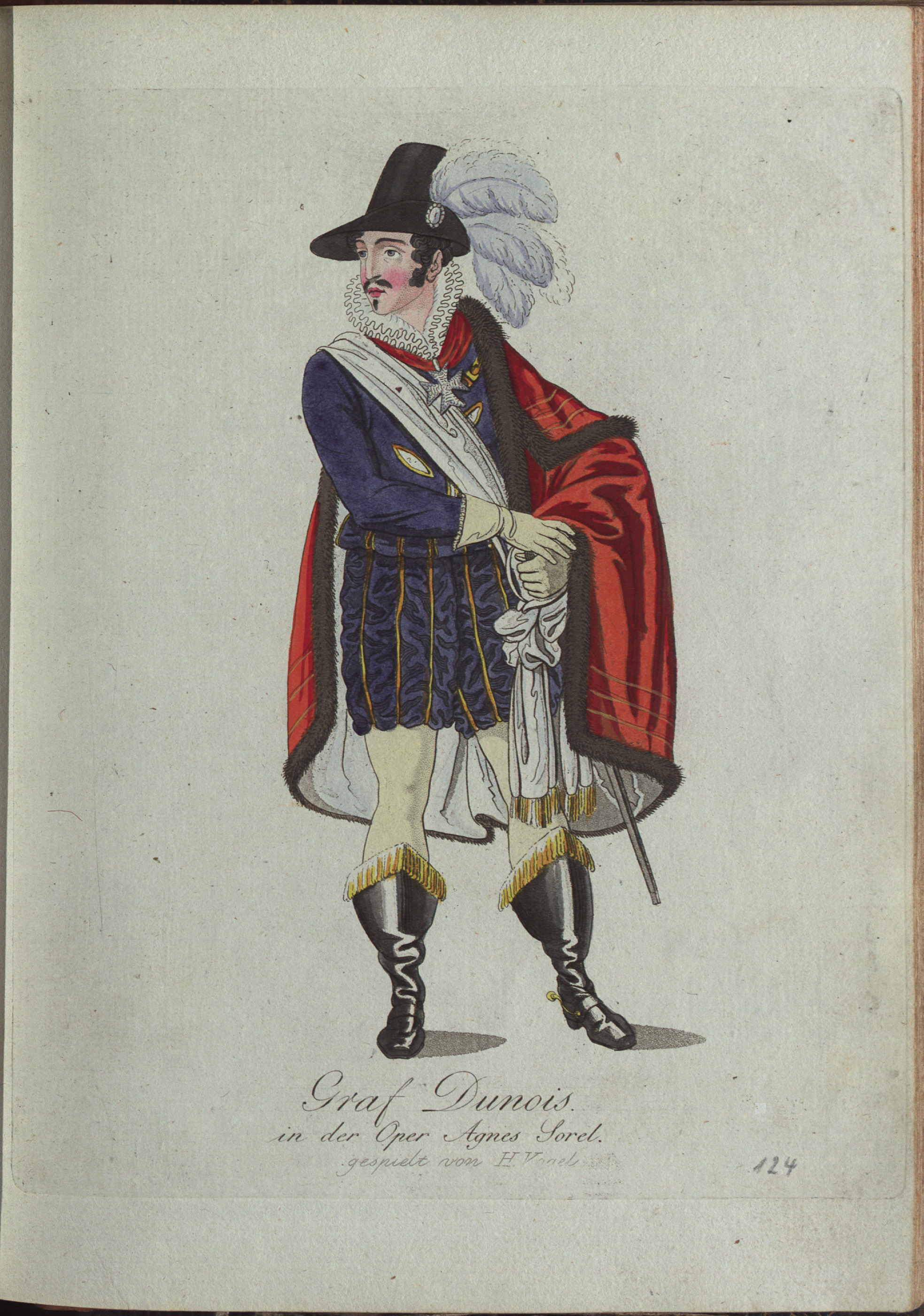
Barytonista Johann Michael
Vogl jako hrabě Dunois v opeře Agnes Sorel, kostýmní návrh Philippa von Stubenraucha

Meignelais upozorňuje Ratinièra, že Agnès jako dcera významného válečníka si chce vzít jen bojovného muže, ale Ratinière se domnívá, že tuto překážku překonal koupí důstojnické hodnosti. Pak je oznámen neočekávaný příchod hraběte Dunoise, velkého vojevůdce, ale také vyhlášeného dobyvatele žen, který má zájem o Agnès. Meingelais přemýšlí, jak dostat mocného hraběte co nejdříve pryč z hradu, aniž by ho přitom urazil (píseň Ein Krieger wendet seine Kunst). Vítá Dunoise a oba se snaží vést rozhovor a přitom nevyjádřit pravý cíl hraběcí návštěvy. Meignelais mu obšírně vypráví o zraněném rytíři a o tom, jak něžný pár s Agnès tvoří, k Dunoisově velké rozmrzelosti (duet Den Fleck hab' ich getroffen).
Bertha hovoří s Agnès a ujišťuje ji, že Karel je do ní očividně zamilován (duet Vergebens will die Liebe). Agnès si o samotě přiznává, že i ona se zamilovala (romance Er drückt mit leisem Beben). Karel ji zde vyhledá a nejprve jí jen děkuje za péči, ale postupně se rozohní a jejich zdvořilý hovor přejde ve vzájemné vyznání lásky (duet Ich muß es euch bekennen). Dunois vejde a poznává v Karlovi krále; ten mu dává znamení, aby neprozradil jeho inkognito. Oba muži jsou setkáním nepříjemně překvapeni, protože jim kříží plány, a Agnès mezi nimi tuší napětí (tercet Wer mag der kühne Jüngling seyn?).
V hovoru s Meignelaisem potvrzuje Dunois královu vymyšlenou totožnost, ale současně přemýšlí, jak ho v přízni Agnès nahradit. K tomu se ještě přichomýtne Ratinière a vyprosí si u Dunoise formální nižší důstojnické místo. Pak se bláhově raduje, že má Agnèsinu ruku jistou. Meignelais zve všechny k prostřené tabuli na poctu Dunoisovy návštěvy. Všichni hodují a připíjejí na kuráž, krásu a krále (finále – septet se sborem Recht gut, recht gut, Herr Kastellan … Dort stimmen wir so Weib als Mann).

### 2. dějství

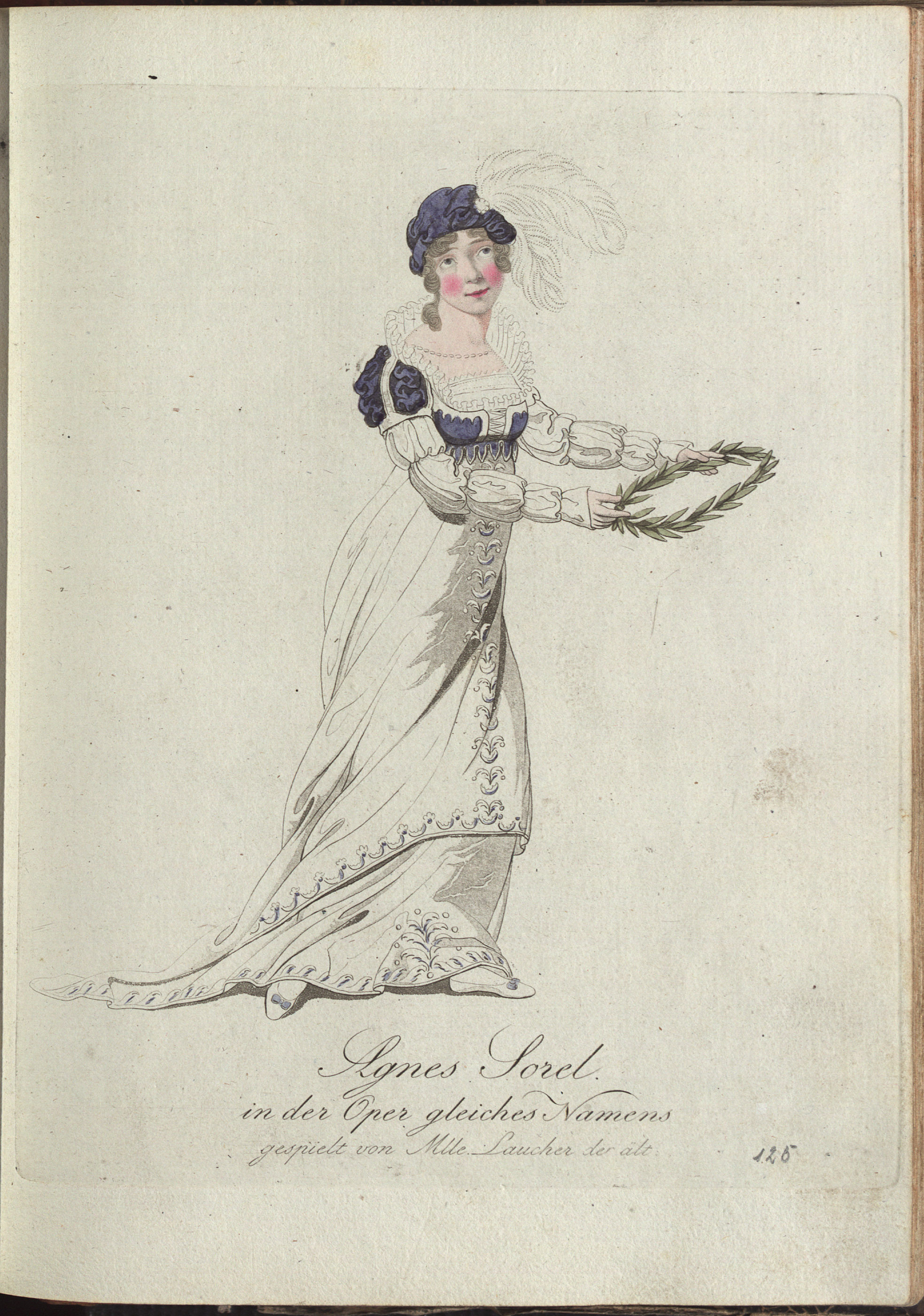
Sopranistka Antonia Laucherová jako Agnes v opeře Agnes Sorel, kostýmní návrh Philippa von Stubenraucha

(Zahradní domek s výhledem do zahrady) Kastelán se pokouší Dunoise zaměstnán různými činnostmi, aby ho držel od Agnès. Ratinière hovoří s Berthou a stěžuje si na Dunoisův neskrývaný zájem o Agnès; v nepřítomnosti mu hrozí soubojem. Ernst mu nakuká, že se vévoda dozvěděl o tom, že Ratinière je jeho sokem v lásce, a očekává ho v koutě zahrady k souboji. Vyděšená Ratinière se běží omluvit a prosí Berthu a Ernsta o přímluvu (tercet Ich war wohl nicht gefaßt darauf).
Karel a Agnès se k sobě chovají důvěrně a Ernst s Berthou je napodobují. Meignelais Karla a Agnès vyhledá a vysvětlí jim, že jim přeje, ale že s ohledem na Dunoisovy snahy by bylo třeba, aby si Karel od krále rychle vyprosil souhlas k sňatku s Agnès. Je trochu překvapen, že milosti nejásají (kvintet So nah am Ziele beben). Dunois je dostihne, dá si od Meingelaise jeho plán vyložit a říká, že zmíněný sňatek je nemožný, že ho překazí. Všichni jsou překvapeni Dunoisovou rozhodností. Ratinière vidí své šance stoupat; Karel se rozohňuje a trvá na tom, že ho od Agnès nic nerozloučí; a Dunois chce královu pozornost odvrátit od zaslepené lásky k potřebám království… a pokud možno toho využít pro sebe (sextet Wie? Eure Hoheit fände hier … Du, vom Himmel uns gegeben … O daß es glücklich ende!).

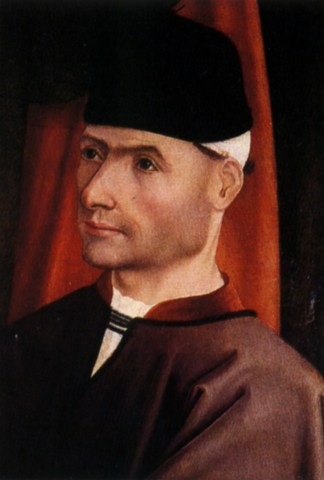
Portrét historického vojevůdce Jeana de Dunoise z 15. století

O samotě v rozhovoru Dunois vysvětluje Karlovi své důvody a dovolává se toho, že si Karel Agnès stejně nemůže vzít. Karel se však sází, že Agnès mu dá i jako zraněnému nevýznamnému šlechtici i bez slibů přednost před Dunoisovým věhlasem, mocí a nádherou. Agnès přichází a snaží se jejich spor utišit. Dunois si vymůže soukromý rozhovor s ní (duet Karla a Dunoise Ja, die Hand der sanften Schönen a tercet s Agnès Heftig scheint mir der Streit). Pak se snaží Dunois nabídnout Agnès vše, co může, včetně toho, co od Karla očekávat nemůže – totiž sňatku. Ta ale odmítá – už jen proto, že Dunois je známý lovec žen a jeho slibům v tomto směru není radno věřit. Karel s radostí její odpovědi zaslechne a Agnès přísahá, že miluje jeho. Dunois je však stále odhodlán Agnès ne-li získat, tedy zachránit před Karlem.
Shromáždila se velká společnost: okolní šlechta i sedláci přišli vzdát čest slavnému vojevůdci (sbor Dem Manne Heil und Segen). Dunois toho využije k vyhlášení zprávy, že se zde v okolí ztratilo Jeho Veličenstvo a dokud se nenajde, zřídí si na zdejším hradě hlavní pátrací stan. Ale Karel přichází s protitahem: dává Dunoisovi doručit list od krále, kterým hraběte jmenuje generalissimem francouzské armády – a ihned ho posílá na pomoc obléhanému Orléans. Dunoisovi nezbývá než se podřídit a všichni mu blahopřejí k nové hodnosti a přejí štěstí v boji (finále Der König weiß zu lohnen … Glück auf, Glück auf, zur Reise).

### 3. dějství

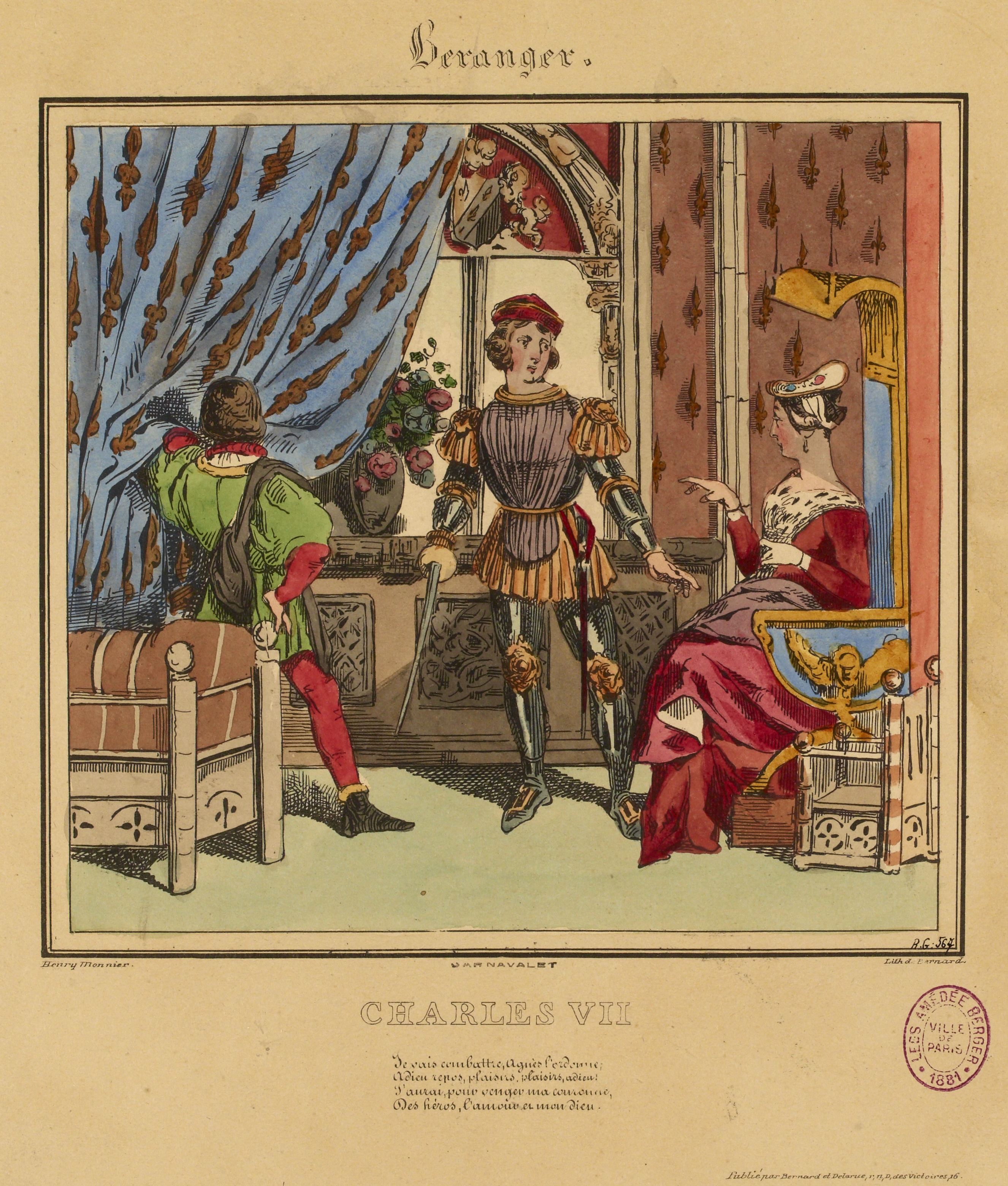
Agnès Sorel přesvědčuje Karla VII., aby bránil vlast. Litografie Henryho Bonaventury Monniera z roku 1826

(Zbrojnice) Meignelais a Karel si sotva oddechli, že je Dunois pryč, když přijde generalissimův příkaz, aby se k jeho vojsku dostavili všichni důstojníci ze zdejší kastelánie – tedy včetně rekonvalescentů (Karla) a nově jmenovaných (Ratinièra). Karel, Ernst, Ratinière, Agnès i Bertha jsou rozhořčen– hrozí neuposlechnutím, ale Meignelais trvá na tom, že se příkaz musí dodržet (sextet Bedenkt doch meine Lage! … O, wie meine Pulse schlagen).
Nejen to, Dunois se nečekaně vrací s oddílem ozbrojenců. Oznamuje, že je životně nutné vyhledat krále, protože nepřítel porušil příměří a zaútočil. Nyní musí Karel zaujmout své místo. Vojáci volají do zbraně (sbor Hinan, der Feind soll beben). Agnès se dovtípila Karlovy totožnosti a ví, co to s sebou nese, ale oba se opět ujišťují o své lásce (duet Ich habe Liebe Dir geschworen). Dunois Karlovi přináší zprávu o tom, že se všichni muži shromažďují, aby společně vytáhli proti nepříteli. Karlovi se nechce Agnès opustit, ale ta ho plamenně vyzývá ke statečnosti; takového ho bude nejvíc milovat. Nyní se Karel dává poznat Meignelaisovi a ostatním a burcuje k obraně vlasti. Agnès pak slibuje, že se k ní brzy vrátí jako vítěz (finále Der König hier, der König hier! … Schon schmettert die Trompeten).